# نگاهی دوباره به مبادی حکمت انسی
نگاهی دوباره به مبادی حکمت انسی کتابی از سیدعباس معارف راجع به زندگی و آثار احمد فردید است که در سال ۱۳۸۱ منتشر شد.

## ویراست دوم
ویراست دوم این کتاب به‌کوشش محمد رجبی در سال ۱۳۹۱ منتشر شد.

## نقد
بیژن عبدالکریمی این کتاب را منسجم‌ترین اثر برای شناخت آرای فردید می‌داند و می‌گوید «نحوه تقریر مطالب در این اثر به گونه‌ای است که هیچ مرز روشنی میان استاد و شاگرد وجود ندارد. خواننده همواره در این ظن و بدگمانی باقی می‌ماند که در این اثر وی با اندیشه‌ها خود فردید یا فهم و تفسیر عباس معارف از اندیشه‌های فردید مواجه است.» او سپس تأکید می‌کند که معارف در این کتاب هیچ بصیرت اساسی تازه ای جز بازتولید فردید ارائه نداده و لذا تا حد زیادی می‌توان به متن معارف اعتماد کرد.
نقدی مفصل بر این کتاب نیز در نشریه معارف منتشر شد.